# Stony Cove Pike
Stony Cove Pike (auch bekannt als Caudale Moor und John Bell’s Banner) ist ein Berg im Osten des nordenglischen Nationalpark Lake District. Der Stony Cove Pike liegt nordöstlich des Kirkstone Pass am Ende eines Gebirgskamms, der vom High Street im Osten kommt. Der 763 m hohe Berg ist von seiner Umgebung im Osten durch einen Einschnitt getrennt und ist mit einer Schartenhöhe von 171 m ein Marilyn.

## Name
Es sind unterschiedliche Namen für dieses Fell im Lake District gebräuchlich. Die Karte der Ordnance Survey bezeichnet den Hauptgipfel als Stony Cove Pike, den zweiten Gipfel im Westen als Caudale Moor und benutzt John Bell’s Banner für den südwestlichen Kamm, der in Richtung St Raven’s Edge abfällt. Alfred Wainwright benutzt in seinem Pictorial Guide to the Lakeland Fells den Namen für das gesamte Massiv und John Bell’s Banner als eine Variante davon und mit Stony Cove Pike bezeichnet er den (Haupt-)Gipfel. Bill Birkett folgt in seiner Beschreibung eher der Ordnance Survey Namensgebung, er führt allerdings den Nebengipfel mit dem Alternativnamen John Bell’s Banner.

## Topography
Vom Berg zweigen vier Hauptkämme – in jede Himmelsrichtung einer – ab. Nach Osten fällt der Berg zum Threshthwaite Mouth hin ab, aus dem sich der Thornthwaite Crag erhebt. Im Norden liegt der Hartsop Dodd und nach Westen verengt sich das Gipfelplateau etwas zum Nebengipfel von Caudale Moor/John Bell’s Banner. Nach Süden fällt der Berg steil ab in das Troutbeck Tal; hier entspringt der Trout Beck. In südwestlicher Richtung vom Nebengipfel fällt der Berg über St Raven’s Edge zum Kirkstone Pass ab. Unterhalb des Nebengipfels etwa auf halber Höhe von der Passstraße liegt der ehemalige Steinbruch Caudale Quarry. In südöstlicher Richtung fällt der Nebengipfel über den Hart Crag und den Great Knott in das Troutbeck Tal ab.

## Der Gipfel
Der Gipfel ist mit Gras bewachsen und hat eine Anzahl kleiner Seen (Tarn). Drystone Walls führen hinüber zum Hartsop Dodd, zur St Raven’s Edge und zum Threshthwaite Mouth. Auf beiden Gipfeln liegt ein Cairn und ein weiterer Cairn mit einem Holzkreuz im Südwesten von Caudale Moor wird von Alfred Wainwright als Mark Atkinson Denkmal bezeichnet. Der Gipfel ist flach und schränkt dadurch die Sicht etwas ein, es sind aber trotzdem die wichtigsten Berge des Lake Districts von hier zu sehen.

## Aufstieg
Eine oft gemachte Wanderung  ist ein  Rundweg, der im Patterdale Tal beginnt und über den Nordkamm auf den Stony Cove Pike führt. Von dort geht es hinab zum Threshthwaite Mouth und hinauf auf den Thornthwaite Crag um dann über dessen Nordkamm, der Gray Crag heißt, den Kreis zu schließen.
Ein Aufstieg direkt vom Kirkstone Pass ist ebenfalls möglich.